# Metal Health (dal)
A Metal Health, az amerikai glam metal zenekar Quiet Riot leghíresebb dala, amely 1983-ban jelent meg, a zenekar azonos című albumán. 
A dal nagy elismerésnek örvend, és a heavy metal történetének egyik leghíresebb darabja. Ezt mutatja az is, hogy a VH1 Top 40 Metal Song listáján a #35. helyet érte el. A dalt több néven is ismerik. Bár az albumon Metal Health címmel van feltüntetve, a videóklip Bang Your Head (Metal Health) néven került a televízióba, ám Bang Your Head néven is létezik. A dal népszerűsége, főként a fülbemászó refrénnek köszönhető:
"Bang your head! Metal health'll drive you mad
A dal témája, a heavy metal, és a rockzenéhez való kötődés, és a műfaj dicsőítése. A dalszöveg egyes szám, első személyben van, egy rocker szemszögéből. A Quiet Riot-nak több ilyen dala is van. (pl.: "We Were Born To Rock", "Let's Get Crazy" stb.).
A dal felvételénél Chuck Wright basszusgitáros is közreműködött. Ő játszotta fel a basszusszólamot. A dal népszerűsége részben a basszusszólónak köszönhető, amely nem sokkal a gitárszóló után van. A két szóló közé az alapriff kerül be. Azonban Wright a felvételek közben kilépett, helyére Rudy Sarzo állt, aki a koncerteken úgy adta elő a basszusszólót, hogy közben igen bizarr mozdulatokat tett, és hangszerét is máshogy fogta, mint hagyományos esetekben. Sarzo abban az évben a #1. helyezést érte el az MTV a legjobb basszer a cikruszban listán.
A dalhoz készült egy videóklip is. Az album borítóját is a klip ihlette. Ugyanis a Metal Health borítóján, egy ember látható, piros zubbonyban, és egy maszkban. A maszk a Quiet Riot logója, és még számtalan albumuk borítóján megtalálható. A klipben pedig szintén egy ember látható, akin piros zubbony van, valamint egy maszk, azonban ezt időközben eldobja. A maszkot és a zubbonyt a videóban Kevin DuBrow énekes viselte. A dal felvételénél közreműködött Kevin DuBrow (ének), Carlos Cavazo (gitár), Chuck Wright (basszus) és Frankie banali (dob).
A dal a Grand Theft Auto: Vice City számítógépes játékban is hallható, valamint szintén megtalálható a Guitar Hero 2 számítógépes játékban is.

## Külső hivatkozások
- Videóklip
- Koncertfelvétel 1983 US Festival
- Koncertfelvétel 1983 Dortmund, Németország
- Dalszöveg Archiválva 2009. február 8-i dátummal a Wayback Machine-ben